# Abuja Securities & Commodity Exchange
Die Abuja Securities & Commodity Exchange (auch bekannt als Nigeria Commodities Exchange (NCX)) ist (neben der Nigerian Stock Exchange) eine der beiden wichtigsten Warenbörsen und Wertpapierbörsen in Nigeria. Sie befindet sich in Abuja, der Hauptstadt des Landes, und wurde 1998 gegründet.

## Geschichte
Das Unternehmen ging aus seinem Vorläufer, der Abuja Stock Exchange, hervor. Nachdem die Nigeria Stock Exchange erfolgreich gegen eine zweite Börse im Land lobbyierte, wandelte sich die ASCE in eine Warenbörse und nutzte die bestehende Infrastruktur weiter.
Die Abuja Securities & Commodity Exchange (ASCE) wurde ursprünglich am 17. Juni 1998 als Börse gegründet. Sie begann im Mai 2001 mit dem elektronischen Handel mit Wertpapieren und wurde am 8. August 2001 in eine Warenbörse umgewandelt und unter die Aufsicht des Bundeshandelsministeriums gestellt.  Die Umstellung beruhte auf der Notwendigkeit einer alternativen institutionellen Regelung, die die Auswirkungen von Preisschwankungen bei der Vermarktung landwirtschaftlicher Erzeugnisse bewältigen würde, die sich seit der Abschaffung der Rohstoffausschüsse im Jahr 1986 negativ auf die Erträge der Landwirte ausgewirkt haben. Versuche zur Einrichtung einer Warenbörse und eines Terminmarkts im Land gehen auf das Jahr 1989 zurück, als auf Geheiß der nigerianischen Zentralbank ein interministerielles technisches Komitee eingesetzt wurde, um zu prüfen, wie eine Terminbörse für Agrarrohstoffe eingerichtet werden könnte die Probleme des Agrarrohstoffmarketings direkt anzugehen.
2014 sollte der Handelsplatz privatisiert werden.
Die NCX befasst sich hauptsächlich mit dem Handel mit Rohstoffen wie Mais, Sorghum und Hirse, im Gegensatz zum Handel mit Wertpapieren wie Anleihen und Unternehmensaktien. Die Nigeria Commodity Exchange hatte 2020 wiederholt Pläne zur Einrichtung eines Marktinformationssystems für 12 Rohstoffmärkte im Land verkündet. Die Geschäftsführerin von NCX, Frau Zaheera Babaari sagte, dass zeitnah die Marktinformationssysteme für die 12 Hauptmärkte in den 36 Bundesstaaten repliziert würden und dies den Menschen ermöglichen würde, Informationen über Rohstoffpreise und die Produktion landwirtschaftlicher Produkte zu erhalten.